# Lithacodia igraecum
Lithacodia igraecum là một loài bướm đêm trong họ Noctuidae.